# British Home Championship 1932/33
Die British Home Championship 1932/33 war die 45. Auflage des im Round-Robin-System ausgetragenen Fußballwettbewerbs zwischen den vier britischen Nationalmannschaften von England, Irland (ab 1950/51 Nordirland), Schottland und Wales.
| Pl. | Nationalmannschaft | Sp. | S | U | N | Tore    | Punkte |
| --- | ------------------ | --- | - | - | - | ------- | ------ |
| 1.  | Wales              | 3   | 2 | 1 | 0 | 009:300 | 05:10  |
| 2.  | Schottland         | 3   | 2 | 0 | 1 | 008:600 | 04:20  |
| 3.  | England            | 3   | 1 | 1 | 1 | 002:200 | 03:30  |
| 4.  | Irland             | 3   | 0 | 0 | 3 | 001:900 | 0:60   |

|                                                    |   |            |           |
| 17. September 1932 in Belfast (Windsor Park)       |   |            |           |
| Irland                                             | – | Schottland | 0:4 (0:2) |
| 17. Oktober 1932 in Blackpool (Bloomfield Road     |   |            |           |
| )England                                           | – | Irland     | 1:0 (1:0) |
| 26. Oktober 1932 in Edinburgh (Tynecastle Stadium) |   |            |           |
| Schottland                                         | – | Wales      | 2:5 (0:4) |
| 16. November 1932 in Wrexham (Racecourse Ground)   |   |            |           |
| Wales                                              | – | England    | 0:0       |
| 7. Dezember 1932 in Wrexham (Racecourse Ground)    |   |            |           |
| Wales                                              | – | Irland     | 4:1 (0:1) |
| 1. April 1933 in Glasgow (Hampden Park)            |   |            |           |
| Schottland                                         | – | England    | 2:1 (1:1) |